# Cristina Mittermeier
Cristina Mittermeier (født 26. november 1966 i Mexico City) er en amerikansk marinbiolog, fotograf og biokemiker. Hun er medforfatter af flere bøger for både almenheden og et videnskabeligt klientel samt har bidraget med adskillige artikler til videnskabelige magasiner.
Mittermeier er gift med Dr. Russell Mittermeier, President of Conservation International i 1991.

## Uddannelse
- Marinbiolog fra Instituto Tecnologico y de Estudios Superiores de Monterrey, ITESM i Guaymas, Sonora, Mexico in 1989.
- Fotograf fra Corcoran College for the Arts i Washington, D.C..

## Erhvervs- og tillidsposter anno 2011
- Administrerende direktør og grundlægger af International League of Conservation Phographers (ILCP).
- Bestyrelsesmedlem i WILD Foundation.
- Bestyrelsesmedlem Conservation International.

## Bøger og artikler (udvalgte)
- Hotspot – medforfatter
- Megadiversity
- Wildlife Spectacles
- Wilderness Areas
- Transboundary Conservation
- The Human Footprint

Mittermeier skriver også for National Geographic Explorer magasinet.